# Nikolaj Michajlovič Al'bov
Nikolaj Michajlovič Al'bov (in russo Никола́й Миха́йлович А́льбов?; Nižnij Novgorod, 15 ottobre 1866 – La Plata, 6 dicembre 1897) è stato un esploratore, geografo e botanico russo.
È noto per aver fatto delle esplorazioni nel Caucaso e in altri luoghi (finanziato dalla Swiss Botanist Society). In seguito, si trasferì in Argentina nel 1895, dove studiò la flora delle regioni meridionali del Sud America. Fu il primo esploratore europeo per viaggiato estesamente sulla Patagonia e Terra del Fuoco (scrivendo in russo e francese).